# Pinhel
Pinhel ist eine Gemeinde und Stadt in Portugal, zugehörig zum Distrikt Guarda in der Subregion der nördlichen, inneren Beira, mit etwa 3500 Einwohnern.

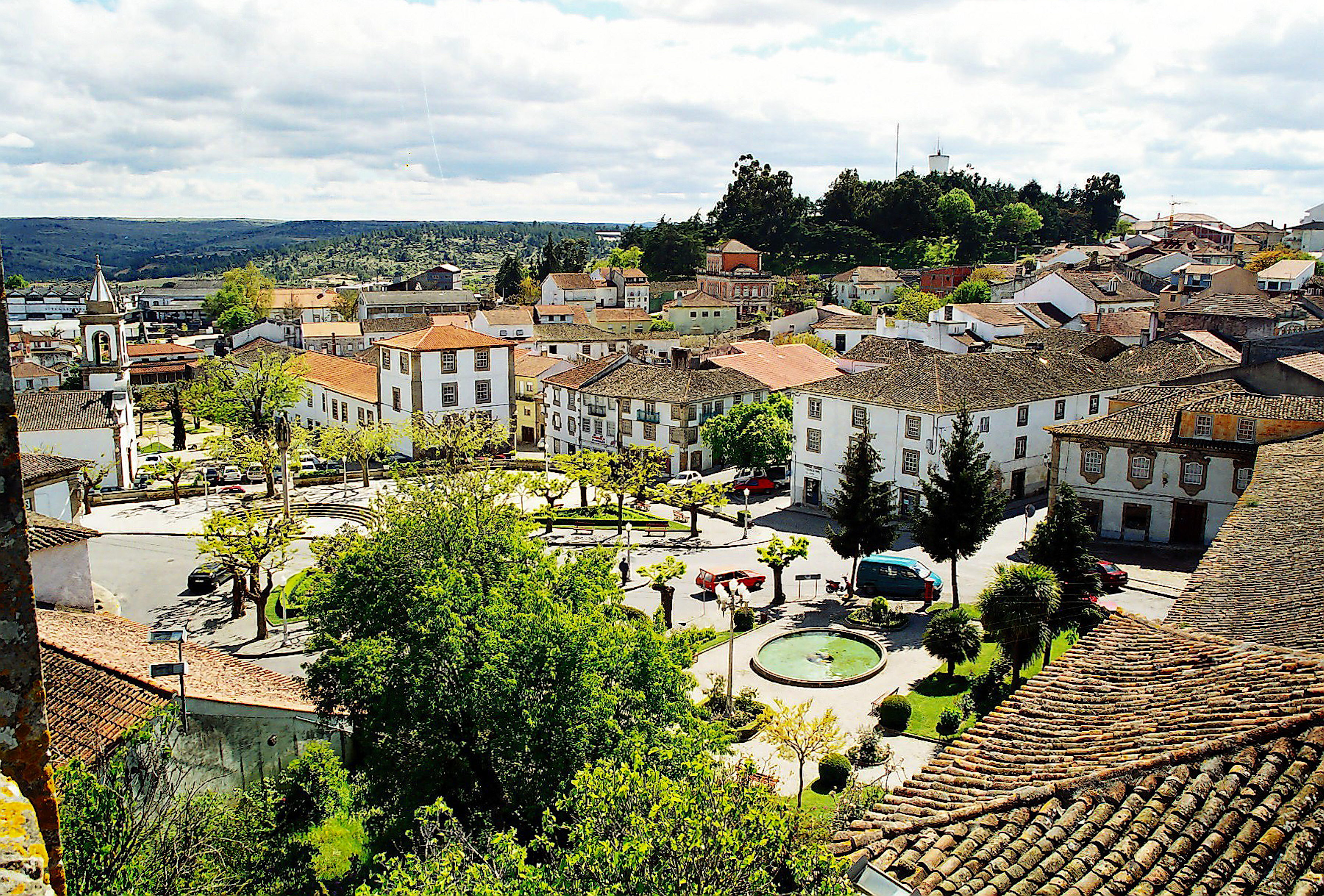
Blick auf Pinhel

## Geschichte

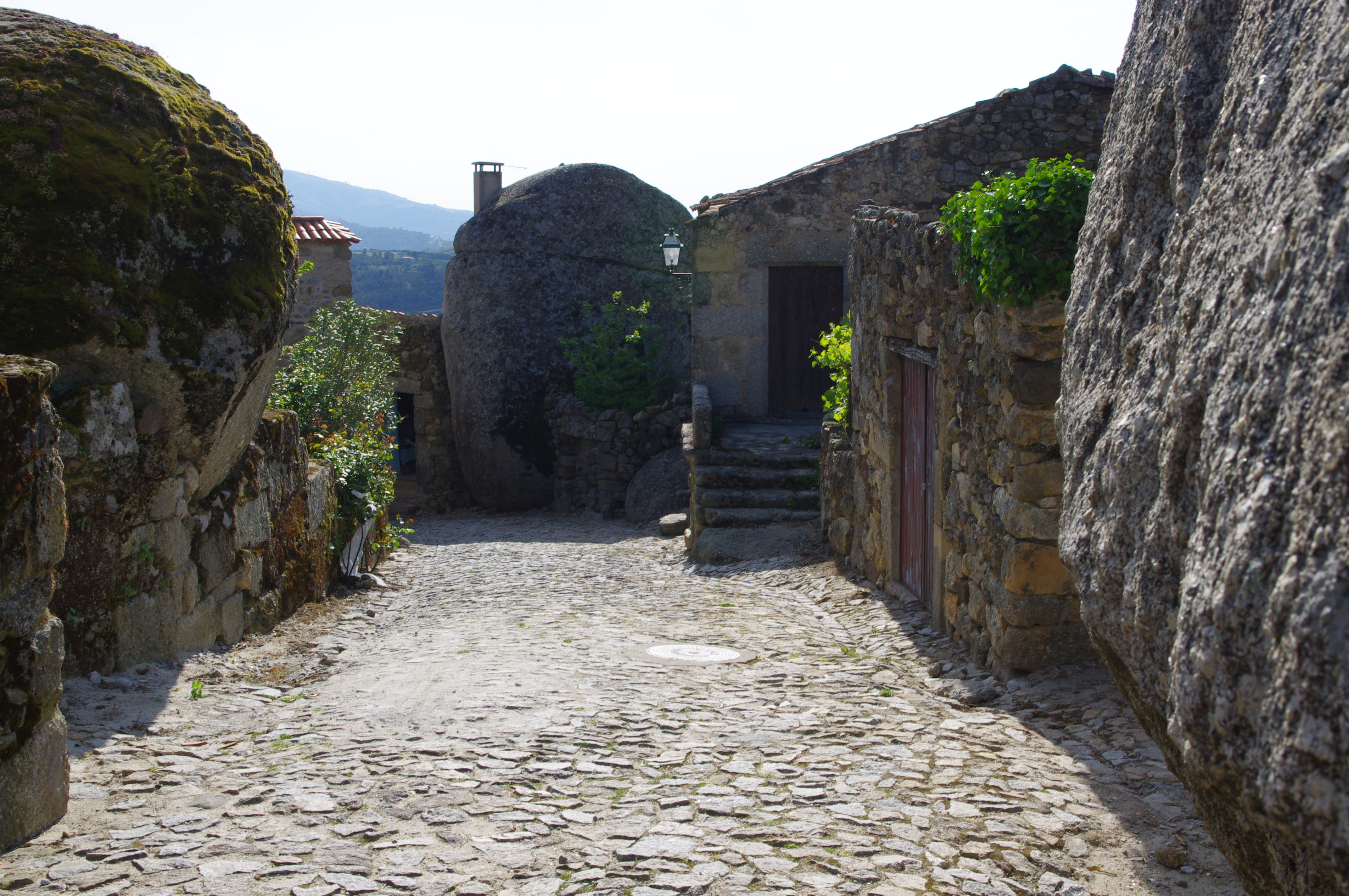
Felsen und Häuser

Die Ursprünge von Pinhel werden von einigen Historikern auf 5000 v. Chr. datiert. 1179 wurde Pinhel von Dom Afonso Henriques von den Mauren zurückerobert. Der Bezirk Pinhel bekam 1209 bestimmte Rechte (Foral) von Dom Sancho verliehen. Diese Rechte wurden 1217 von Dom Afonso II. und 1282 von Dom Dinis bestätigt. Dom Manuel stellte 1510 ein neues Foral aus. Pinhel bekam das Stadtrecht im Jahr 1770 durch Dom José und wurde Bischofssitz durch Aufteilung der Diözese von Lamego. 1881 wurde das Bistum Pinhel aufgelöst und in das Bistum Guarda integriert.

## Verwaltung
Pinhel ist Sitz eines gleichnamigen Kreises von insgesamt 486,15 km² Ausdehnung und 10 954 Einwohnern (2001). Die Nachbarkreise sind (im Uhrzeigersinn im Norden beginnend): Figueira de Castelo Rodrigo, Almeida, Guarda, Celorico da Beira, Trancoso, Mêda sowie Vila Nova de Foz Côa.
Die folgenden Gemeinden (freguesias) liegen im Kreis Pinhel:

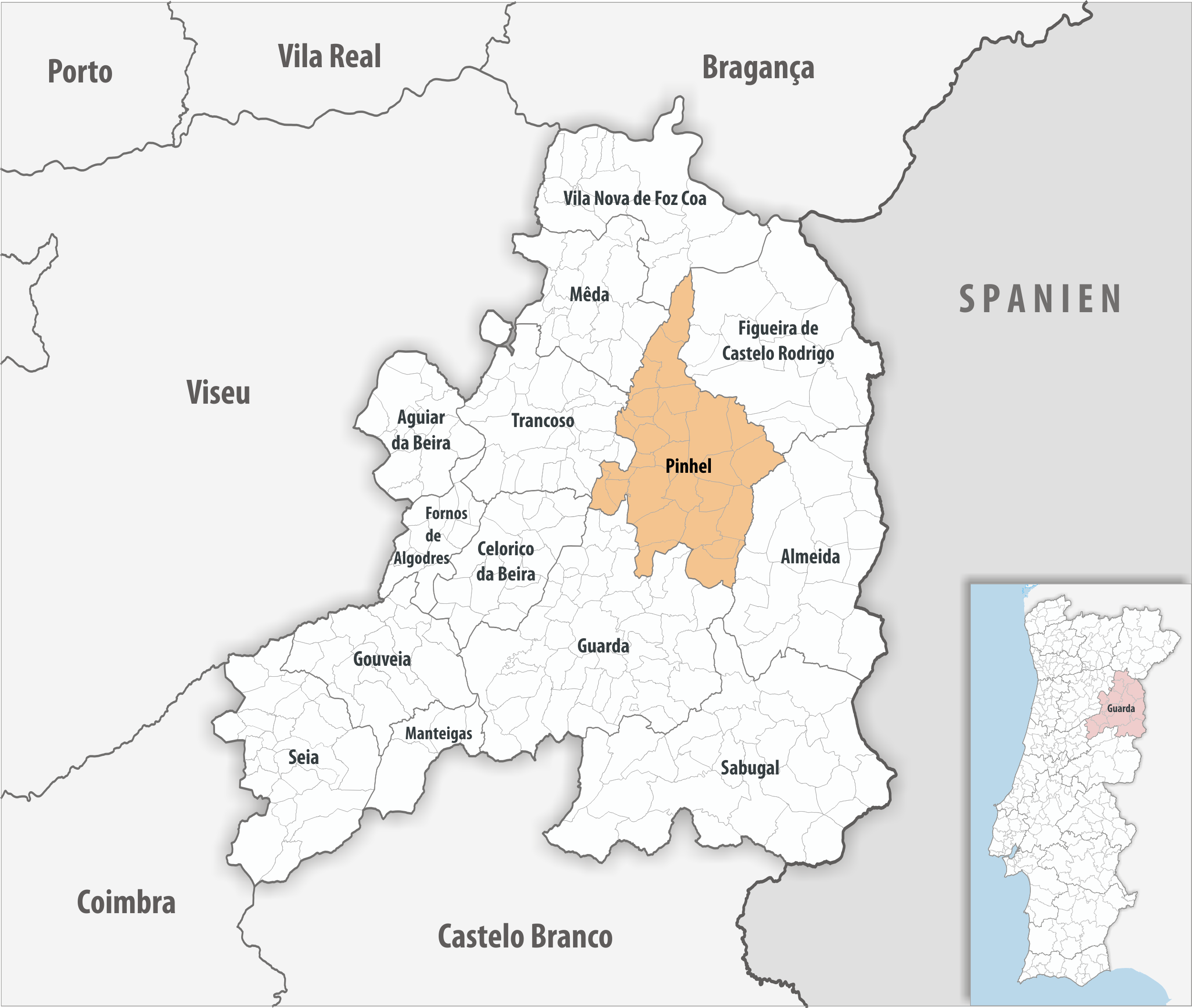
Kreis Pinhel

| Gemeinde                               | Einwohner (2021) | Fläche km² | Dichte Einw./km² | LAU- Code |
| -------------------------------------- | ---------------- | ---------- | ---------------- | --------- |
| Agregação das Freguesias Sul de Pinhel | 360              | 40,82      | 9                | 091028    |
| Alto do Palurdo                        | 192              | 47,31      | 4                | 091032    |
| Alverca da Beira/Bouça Cova            | 420              | 19,73      | 21               | 091029    |
| Atalaia e Safurdão                     | 200              | 34,32      | 6                | 091035    |
| Ervedosa                               | 137              | 12,84      | 11               | 091009    |
| Freixedas                              | 735              | 33,11      | 22               | 091010    |
| Lamegal                                | 209              | 21,96      | 10               | 091012    |
| Lameiras                               | 200              | 17,76      | 11               | 091013    |
| Manigoto                               | 150              | 15,89      | 9                | 091014    |
| Pala                                   | 415              | 14,24      | 29               | 091015    |
| Pinhel                                 | 3.293            | 44,65      | 74               | 091017    |
| Pínzio                                 | 365              | 27,13      | 13               | 091018    |
| Souro Pires                            | 473              | 15,67      | 30               | 091024    |
| Terras de Massueime                    | 205              | 12,39      | 17               | 091030    |
| Valbom/Bogalhal                        | 192              | 32,33      | 6                | 091031    |
| Vale do Côa                            | 172              | 52,20      | 3                | 091033    |
| Vale do Massueime                      | 218              | 24,07      | 9                | 091034    |
| Vascoveiro                             | 156              | 18,09      | 9                | 091027    |
| Kreis Pinhel                           | 8.092            | 484,51     | 17               | 0910      |